# Luther Rector Hare
Luther Rector Hare, ameriški general, * 24. avgust 1851, † 22. december 1929.
Bil je eden iz osmih Custerjevih vojakov, ki so pozneje dosegli čin brigadnega generala.

## Življenjepis
1. septembra 1870 je vstopil v Vojaško akademijo ZDA in 17. junija 1874 je diplomiral kot 25. v letniku 41 ter kot 2533. diplomiranec akademije.
Kot poveljnik 33. prostovoljnega pehotnega polka je sodeloval v filipinski vstaji. 
Med letoma 1908 in 1911 je bil profesor vojaške znanosti na Univerzi Teksasa v Austinu. Dokončno je bil upokojen leta 1919.

## Družina
Leta 1878 se je poročil z Augusto Virginio Hancock, hčerko generala Johna Hancocka. Njuna hčerka, Mary Eula, se je poročila z bodočim brigadnim generalom Charlesom F. Masonom.

## Pregled vojaške kariere
Napredovanja
- drugi poročnik, 7. konjeniški polk: 17. junij 1874
- prvi poročnik: 25. junij 1876
- stotnik: 29. december 1890
- podpolkovnik, 1. teksaški prostovoljni konjeniški polk: 14. maj 1898
- polkovnik, 1. teksaški prostovoljni konjeniški polk: 14. junij 1898
- brigadni general, Prostovoljci ZDA: 1. junij 1900
- major, 12. konjeniški polk: 2. februar 1901
- podpolkovnik, Kopenska vojska ZDA: 9. julij 1916